# Sumi Hwang
Pour les articles homonymes, voir Hwang.
Sumi Hwang (en coréen 황수미, Hwang Su-mi) née le 25 janvier 1986  à Daegu, est une chanteuse lyrique sud-coréenne de tessiture soprano, première lauréate du Concours musical international Reine Élisabeth de Belgique en chant en 2014.

## Biographie
De 2004 à 2011, Sumi Hwang se perfectionne à l'Université nationale de Séoul. Puis, à partir d'octobre 2011, elle poursuit l'étude du chant en Allemagne, à l'Académie de Munich (Municher Musikhochschule). En novembre 2012, elle remporte le deuxième prix au concours de chant organisé par la chaîne de télévision ARD de Munich.
Sumi Hwang remporte le 31 mai 2014, le Concours musical international Reine Élisabeth de Belgique.
C'est elle qui est choisie pour interpréter l'hymne olympique lors de la cérémonie d'ouverture des Jeux olympiques d'hiver de 2018.